# سوني إكسبيريا سولا
سوني اكسبيريا سولا (بالإنجليزية: Sony Xperia sola)‏ هو هاتف ذكي من سوني موبايل كوميونيكيشنز يعمل بنظام أندرويد، تم طرحه في الأسواق في مايو 2012.

## الخصائص
- نظام التشغيل: أندرويد
- الكاميرا الخلفية: 5 ميجابكسل
- الشاشة: إل سي دي 480 × 854
- الوزن: 107 غ (3.8 أونصة)
- المعالج: 1 جيجا هرتز ثنائي النواة
- الذاكرة: 512 ميجابايت رام